# The Trial (opera)

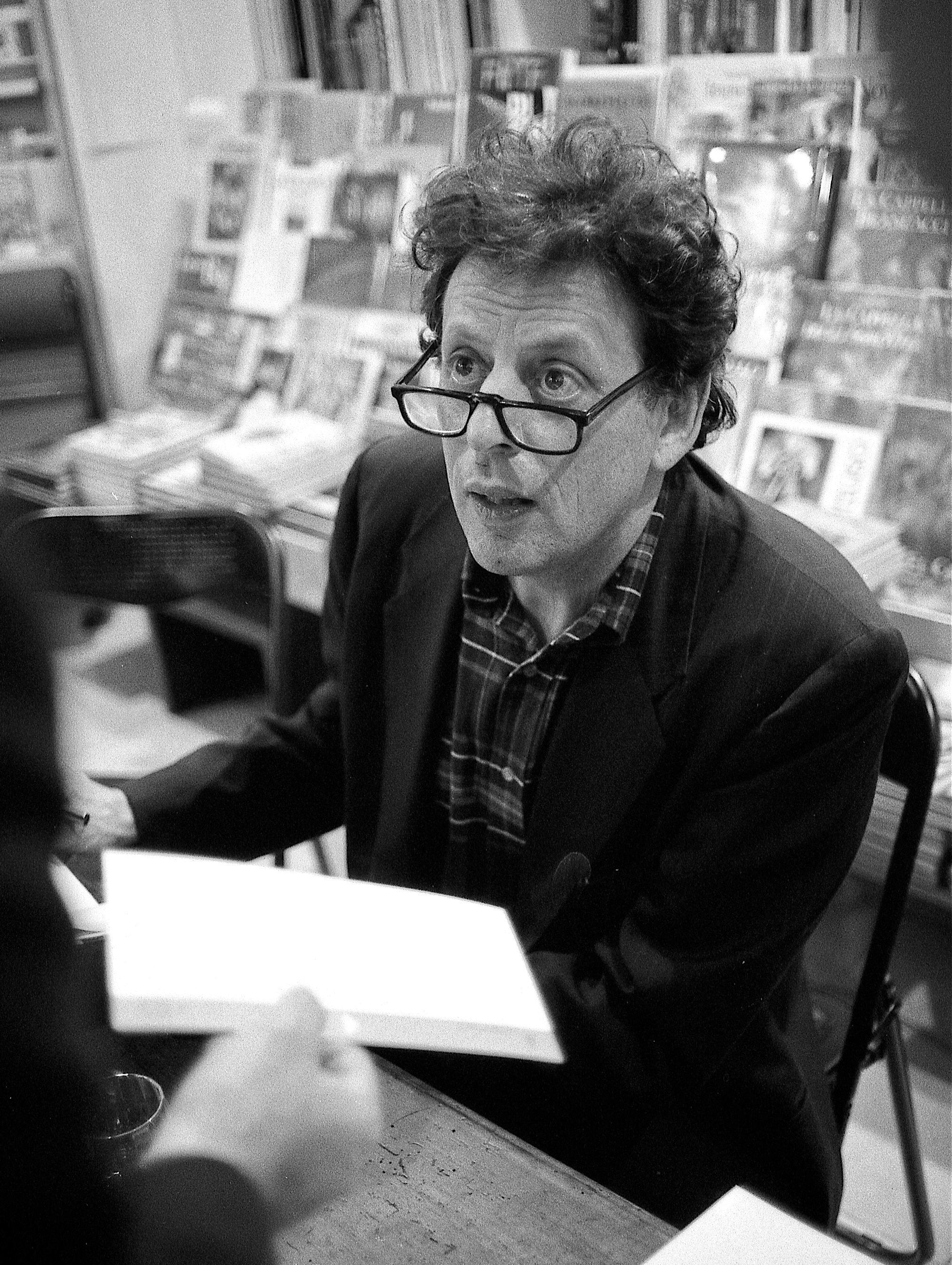
Philip Glass

The Trial är en opera i två akter med musik av Philip Glass och libretto av Christopher Hampton efter Franz Kafkas roman Processen. Operan var en samproduktion mellan Music Theatre Wales, the Royal Opera House, Covent Garden, Theater Magdeburg och Scottish Opera.  

## Historia
Operan hade premiär den 10 oktober 2014 på Linbury Studio Theatre, Royal Opera House, Covent Garden (London). Den tyska premiären ägde rum på Theater Magdeburg den 2 april 2015.  Scottish Opera satte upp verket på the Theatre Royal Glasgow den 24 januari 2017. Den amerikanska premiären skedde den 4 juni 2017 på Opera Theatre of Saint Louis. För samtliga dessa uppsättningar var Michael McCarthy regissör och scenograf var Simon Banham, båda från Music Theatre Wales.
The Trial (Glass 26:e opera) är det tredje operasamarbetet mellan Glass och Hampton. Hamton har sagt att ursprungsidén till en opera byggd på Processen härstammade från Glass.  Glass har beskrivit operan som en av hans "fickoperor" syftande på orkesterstorleken och antalet sångare, varav samtliga sjunger flera roller förutom barytonen som sjunger rollen som Josef K.
Glass donerade partituret till Music Theatre Wales i samband med dess 25-årsjubileum. Han hade uppskattat teaterns tidigare uppsättningar av hans operor och erbjöd dem en ekonomisk reducering av sitt gage för att underlätta deras fortsatta arbete.

## Roles
| Roller                      | Stämma      | Premiärbesättning 10 oktober 2014 (Dirigent: Michael Rafferty) | Europeisk premiärbesättning 2 april 2015 (Dirigent: Hermann Dukek) | Amerikans premiärbesättning 4 juni 2017 (Dirigent: Carolyn Kuan) |
| --------------------------- | ----------- | -------------------------------------------------------------- | ------------------------------------------------------------------ | ---------------------------------------------------------------- |
| Josef K.                    | baryton     | Johnny Hereford                                                | Johnny Hereford                                                    | Theo Hoffman                                                     |
| Franz (Vakt 1)              | tenor       | Michael Bennett                                                | Markus Liske                                                       | Joshua Blue                                                      |
| Willem (Vakt 2)             | baryton     | Nicholas Folwell                                               | Thomas Florio                                                      | Robert Mellon                                                    |
| Inspektören                 | bas         | Michael Druiett                                                | Paul Sketris                                                       | Matthew Lau                                                      |
| Frau Grumbach               | mezzosopran | Rowan Hellier                                                  | Sylvia Rena Ziegler                                                | Sofia Selowsky                                                   |
| Fräulein Bürstner           | sopran      | Amanda Forbes                                                  | Julie Martin du Theil                                              | Susannah Biller                                                  |
| Domaren                     | baryton     | Gwion Thomas                                                   | Roland Fenes                                                       | Keith Phares                                                     |
| Berthold, en student        | tenor       | Paul Curievici                                                 | Michael J Scott                                                    | Brenton Ryan                                                     |
| Bailiff                     | baryton     | Gwion Thomas                                                   | Roland Fenes                                                       | Robert Mellon                                                    |
| Domstolsbiträdet            | baryton     | Nicholas Folwell                                               | Thomas Florio                                                      | Robert Mellon                                                    |
| Städerskan, bailiffs hustru | mezzosopran | Rowan Hellier                                                  | Sylvia Rena Ziegler                                                | Sofia Selowsky                                                   |
| Skarprättaren               | tenor       | Paul Curievici                                                 | Michael J Scott                                                    | Brenton Ryan                                                     |
| Onkel Albert                | bas         | Michael Druiett                                                | Paul Sketris                                                       | Matthew Lau                                                      |
| Huld                        | baryton     | Gwion Thomas                                                   | Roland Fenes                                                       | Keith Phares                                                     |
| Block                       | tenor       | Michael Bennett                                                | Markus Liske                                                       | Joshua Blue                                                      |
| Leni                        | sopran      | Amanda Forbes                                                  | Julie Martin du Theil                                              | Susannah Biller                                                  |
| Titorelli                   | tenor       | Paul Curievici                                                 | Michael J Scott                                                    | Brenton Ryan                                                     |
| Prästen                     | baryton     | Nicholas Folwell                                               | Thomas Florio                                                      | Robert Mellon                                                    |
| Förste bödel                | tenor       | Michael Bennett                                                | Markus Liske                                                       | Joshua Blue                                                      |
| Andre bödel                 | baryton     | Nicholas Folwell                                               | Thomas Florio                                                      | Robert Mellon                                                    |

## Handling
Akt I
På sin 30-årsdag arresteras banktjänstemannen Josef K. i sin lägenhet för ett okänt brott. Varken vakterna Franz och Willem eller polisinspektören ger någon förklaring trots att alla av K.'s grannar verkar förstå varför. Franz och Willem letar olovandes igenom Josef K.'s saker till den senares ilska. Efter att ha sett Josef K.'s reaktion på arresteringen tillåter inspektören K. att gå till arbetet. 
Senare samma kväll ber K. om ursäkt till sin hyresvärdinna Frau Graubach för det obehag som inträffade på morgonen. K. möter grannen Fräulein Bürstner och berättar om arresteringen. Hon hyser medlidande och han kysser henne häftigt.
K. hittar fram till rätten i ett skumt kvarter. En städerska släpper in honom och han märker att alla väntar på honom. K. protesterar mot förfarandet, men allt avbryts av ett skrik från städerskan. En man pressar sig mot henne. K. talar till hennes försvar och anklagar rätten för korruption. Domaren varnar K. att han bara förvärrar sin sak.
K. återvänder till rätten för en andra genomgång och finner att rätten inte är samlad. Städerskan berättar för K. att hon är hustru till bailiffen. Hon bjuder ut sig till K. och säger att hon beundrar hans protest, men att med sitt skrik ville avbryta honom. K. söker igenom domarens böcker och finner att de innehåller pornografi. Medan städerskan fortsätter med sina invitationer mot K. dyker studenten Berthold upp och för bort henne. Vaktmästaren anländer och säger lakoniskt att rättens ledamöter alltid för bort henne. Han säger att K. kunde straffa studenten för hans uppträdande. K. ber och får tillåtelse att lämna rätten.
På sitt kontor får K. besök av onkel Albert som bannar K. för att a dolt sin arrestering. Han erbjuder K. en toppadvokat. K. går resignerat med på detta. När K. ska gå hör han konstiga ljud från ett angränsande rum. En skarprättare pryglar Franz och Willem för deras slarv i samband med K.'s arrestering. På frågan om oljudet svarar K. att det bara var "en hund".
Akt II
K. och onkel Albert besöker advokaten Huld. Hulds husa Leni säger att Huld är sjuk. K. och Leni tittar på varandra. K. är förvånad över att Huld vet allt om hans process. Huld säger hur intressant K.'s fall är och skryter om sin ställning i rättskretsar. Ljudet av en tappad tallrik i rummet bredvid får K. att stanna upp. Leni slog avsiktligt sönder tallriken för att påkalla K.'s uppmärksamhet. Medan hon förför honom föreslår hon att han ska besöka målaren Titorelli för att få hjälp. Onkel Albert avbryter Leni och K. "på bar gärning" och bannar K. för dennes uppträdande och säger att K. allvarligt har försvårat fallet genom sin flirt med Hulds husa. 
K. besöker Titorelli i hans vindsvåning. Bråkiga grannflickor avbryter konstant Titorelli. Han förklarar att han är bekant med många domare. Han frågar K. om denne är oskyldig och K. svarar ja. K. noterar att när rätten har arresterat någon verkar det svårt att övertyga rätten om sin oskuld. Titorelli svarar att det är mer än svårt, det är omöjligt. Han säger till K. att hans process har tre möjliga utfall: frikännande, villkorligt eller fällande dom.  De två senare kräver ständig bevakning vilket tynger K. Titorelli säljer några identiska målningar till K. när han går. K. går ut i korridoren. Titorelli förklarar att allt tillhör rätten.
På Hulds kontor underhåller sig Leni med en annan av Hulds klienter, affärsmannen Block. K. ser Leni och Block tillsammans och han blir svartsjuk. Block anförtror K. att han har fem andra advokater förutom Hild som jobbar med processen, Huld ovetandes. Han spenderar alla sina pengar på fallet. Block ber att få en hemlighet av K. i utbyte. K. säger att han överväger att avskeda Huld. När Huld kommer in och K. säger att han är avskedad blir Huld mållös. Huld antyder att han är medveten om Blocks agerande. Han förödmjukar Block inför K. och frågar Block hur denne skulle reagera om han visste att processen inte har startat än.
K. befinner sig i katedralen där en präst ropar hans namn. Prästen vet om K.'s situation och förklarar att domslutet 'inte har fattats i all hast', utan i stället 'sakta utvecklats'. Sedan berättar han om liknelsen "Lagens dörr". K. förlorar allt hopp.
På kvällen till sin 31-årsdag återvänder Franz och Willem och tar med sig Josef K. Han gör inget motstånd och ser en skymt av Fräulein Bürstner medan de för bort honom. De tar fram en kniv, bollar den sinsemellan över hans huvud och tar slutligt honom av daga, "som en hund".